# Jeong Myeong-Hui
Jeong Myeong-Hui, född den 16 maj 1964, är en sydkoreansk basketspelare som var med och tog OS-silver 1984 i Los Angeles. Detta var Sydkoreas första medalj i de olympiska baskettävlingarna. Hon är 180 centimeter lång.